# Specie di Nepeta
Elenco delle specie di Nepeta:

## A
- Nepeta adenophyta Hedge, 1989
- Nepeta agrestis Loisel., 1827
- Nepeta alaghezi Pojark., 1953
- Nepeta alatavica Lipsky, 1904
- Nepeta algeriensis Noë, 1855
- Nepeta amicorum Rech.f., 1982
- Nepeta amoena Stapf, 1885
- Nepeta anamurensis Gemici & Leblebici, 1995
- Nepeta annua Pall., 1779
- Nepeta apuleji Ucria, 1793
- Nepeta argolica Bory & Chaub., 1832
- Nepeta assadii Jamzad, 1992
- Nepeta assurgens Hausskn. & Bornm., 1899
- Nepeta astorensis Shinwari & Chaudhri, 1990
- Nepeta atlantica Ball, 1875
- Nepeta autraniana Bornm., 1899
- Nepeta azurea R.Br. ex Benth., 1834

## B
- Nepeta badachschanica Kudrjasch., 1947
- Nepeta bakhtiarica Rech.f., 1982
- Nepeta ballotifolia Hochst. ex A.Rich., 1850
- Nepeta balouchestanica Jamzad & Ingr., 2003
- Nepeta barfakensis Rech.f., 1982
- Nepeta baytopii Hedge & Lamond, 1980
- Nepeta bazoftica Jamzad, 2009
- Nepeta bellevii Prain, 1891
- Nepeta betonicifolia C.A.Mey., 1831
- Nepeta binaloudensis Jamzad, 1991
- Nepeta bodeana Bunge, 1873
- Nepeta bokhonica Jamzad, 1999
- Nepeta bombaiensis Dalzell, 1861
- Nepeta bornmuelleri Hausskn. ex Bornm., 1899
- Nepeta botschantzevii Czern., 1977
- Nepeta brachyantha Rech.f. & Edelb., 1955
- Nepeta bracteata Benth., 1848
- Nepeta brevifolia C.A.Mey., 1831
- Nepeta bucharica Lipsky, 1904

## C
- Nepeta caerulea Aiton, 1789
- Nepeta caesarea Boiss., 1879
- Nepeta campestris Benth., 1835
- Nepeta camphorata Boiss. & Heldr., 1846
- Nepeta cataria L., 1753
- Nepeta cephalotes Boiss., 1844
- Nepeta chionophila Boiss. & Hausskn., 1879
- Nepeta ciliaris Benth., 1830
- Nepeta cilicica Boiss. ex Benth., 1848
- Nepeta clarkei Hook.f., 1885
- Nepeta coerulescens Maxim., 1881
- Nepeta concolor Boiss. & Heldr. ex Benth., 1848
- Nepeta conferta Hedge & Lamond, 1980
- Nepeta congesta Fisch. & C.A.Mey., 1854
- Nepeta connata Royle ex Benth., 1833
- Nepeta consanguinea Pojark., 1954
- Nepeta crinita Montbret & Aucher ex Benth., 1836
- Nepeta crispa Willd., 1800
- Nepeta curviflora Boiss., 1844
- Nepeta cyanea Steven, 1812
- Nepeta cyrenaica Quézel & Zaffran, 1962
- Nepeta czegemensis Pojark., 1954

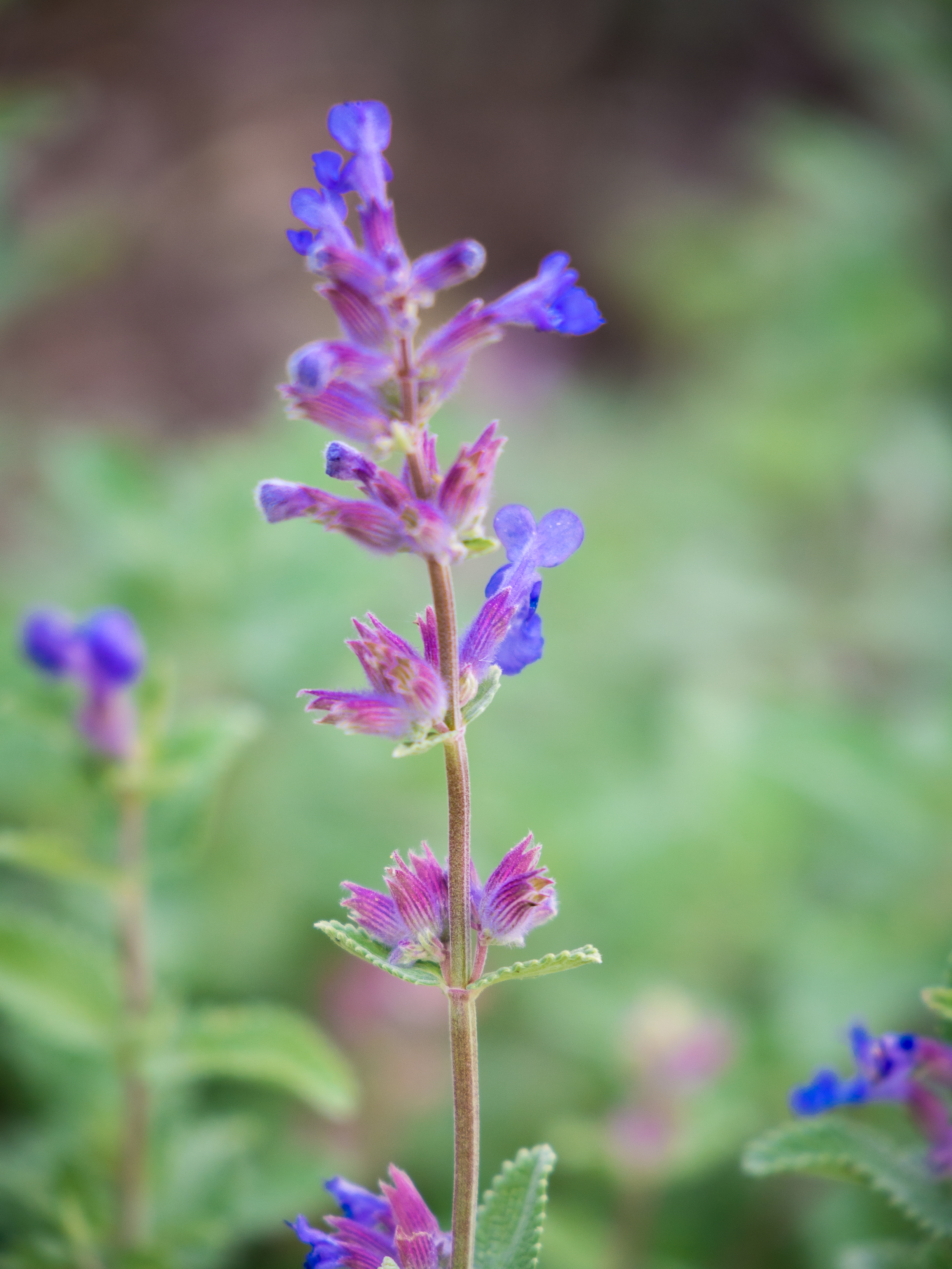
Nepeta cataria
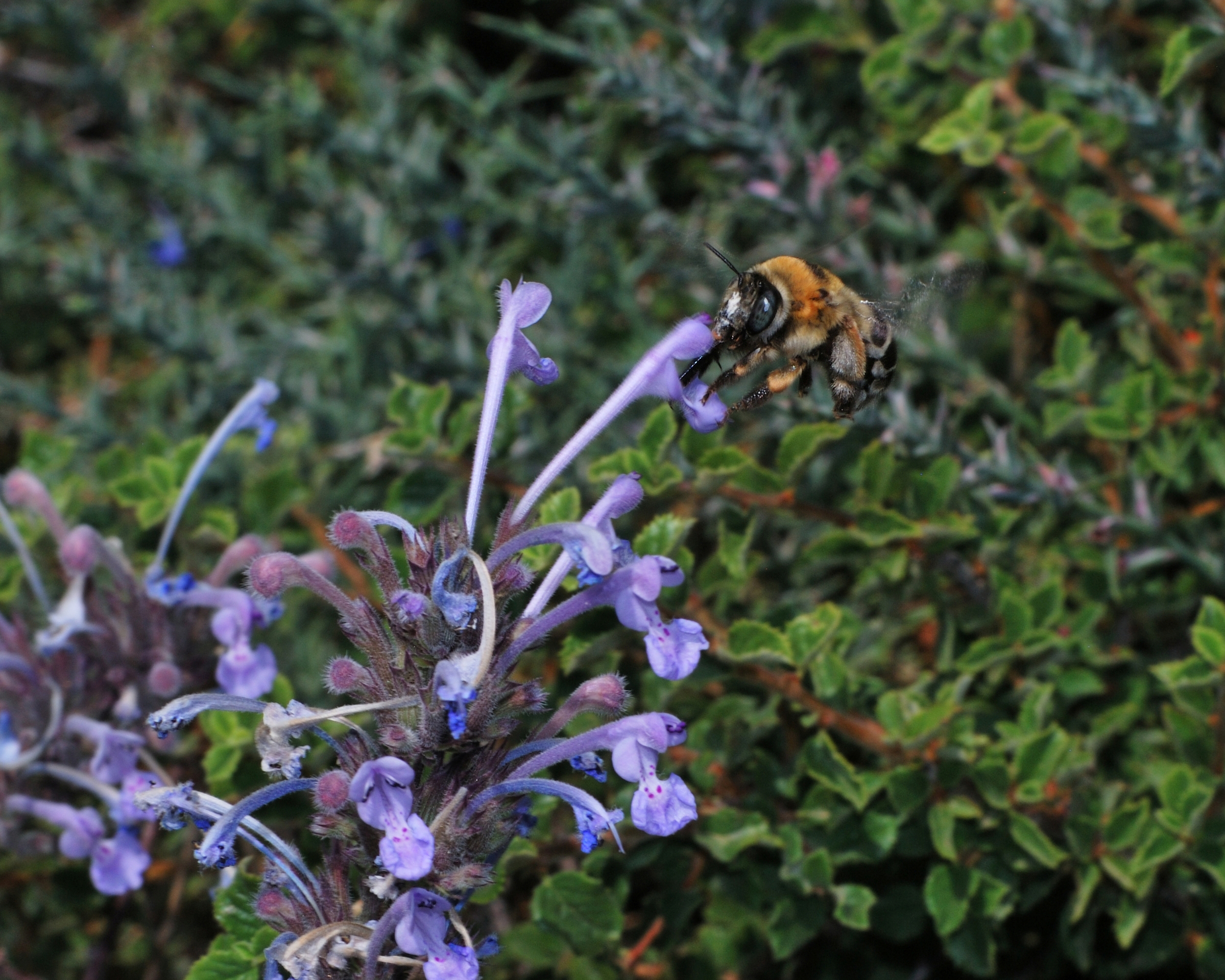
Nepeta cilicica
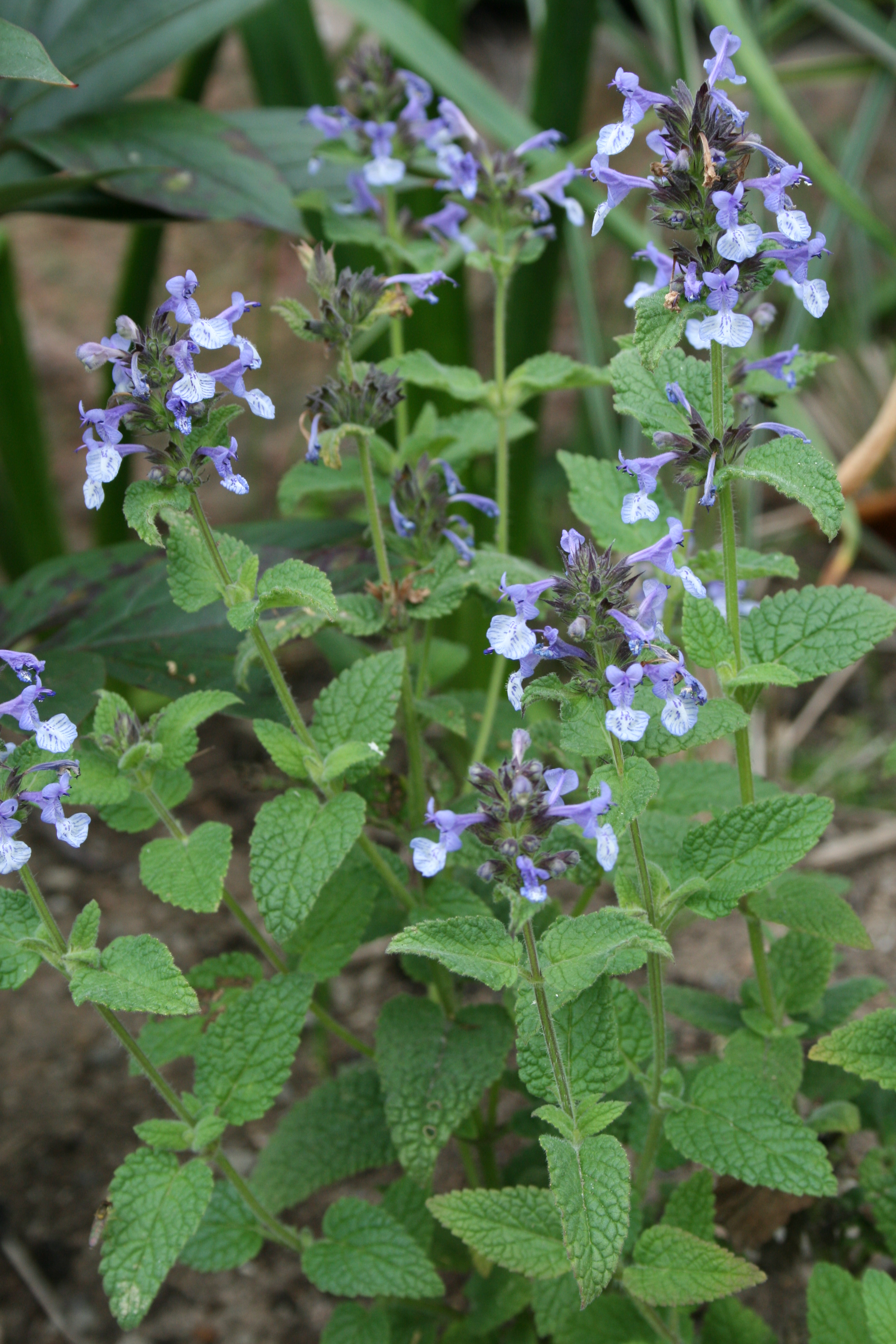
Nepeta clarkei
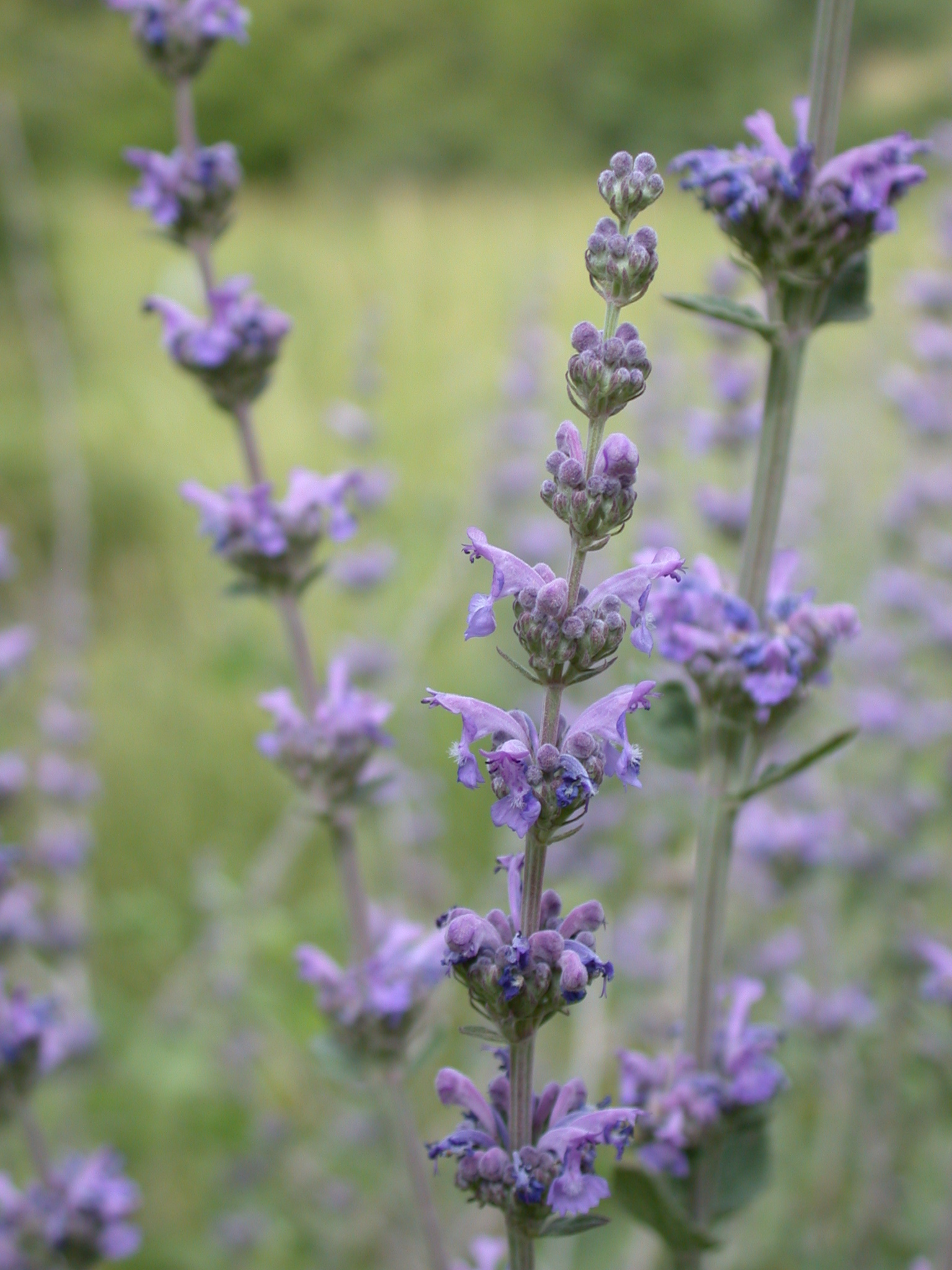
Nepeta curviflora

## D
- Nepeta daenensis Boiss., 1846
- Nepeta deflersiana Schweinf. ex Hedge, 1982
- Nepeta densiflora Kar. & Kir., 1841
- Nepeta dentata C.Y.Wu & S.J.Hsuan, 1977
- Nepeta denudata Benth., 1848
- Nepeta dirmencii Yild. & Dinç, 2004
- Nepeta discolor Royle ex Benth., 1833
- Nepeta distans Royle, 1833
- Nepeta duthiei Prain & Mukerjee, 1940

## E
- Nepeta elliptica Royle ex Benth., 1833
- Nepeta elymaitica Bornm., 1911
- Nepeta erecta (Royle ex Benth.) Benth., 1834
- Nepeta eremokosmos Rech.f., 1940
- Nepeta eremophila Hausskn. & Bornm., 1899
- Nepeta eriosphaera Rech.f. & Köie, 1955
- Nepeta eriostachya Benth., 1835
- Nepeta ernesti-mayeri Diklic & V.Nikolic, 1977
- Nepeta everardii S.Moore, 1878

## F
- Nepeta flavida Hub.-Mor., 1978
- Nepeta floccosa Benth., 1835
- Nepeta foliosa Moris, 1829
- Nepeta fordii Hemsl., 1891
- Nepeta formosa Kudrjasch., 1947
- Nepeta freitagii Rech.f., 1979

## G
- Nepeta glechomifolia (Dunn) Hedge, 1968
- Nepeta gloeocephala Rech.f., 1982
- Nepeta glomerata Montbret & Aucher ex Benth., 1836
- Nepeta glomerulosa Boiss., 1844
- Nepeta glutinosa Benth., 1835
- Nepeta gontscharovii Kudrjasch., 1947
- Nepeta govaniana (Wall. ex Benth.) Benth., 1834
- Nepeta graciliflora Benth., 1830
- Nepeta granatensis Boiss., 1838
- Nepeta grandiflora M.Bieb., 1808
- Nepeta grata Benth., 1835
- Nepeta griffithii Hedge, 1968

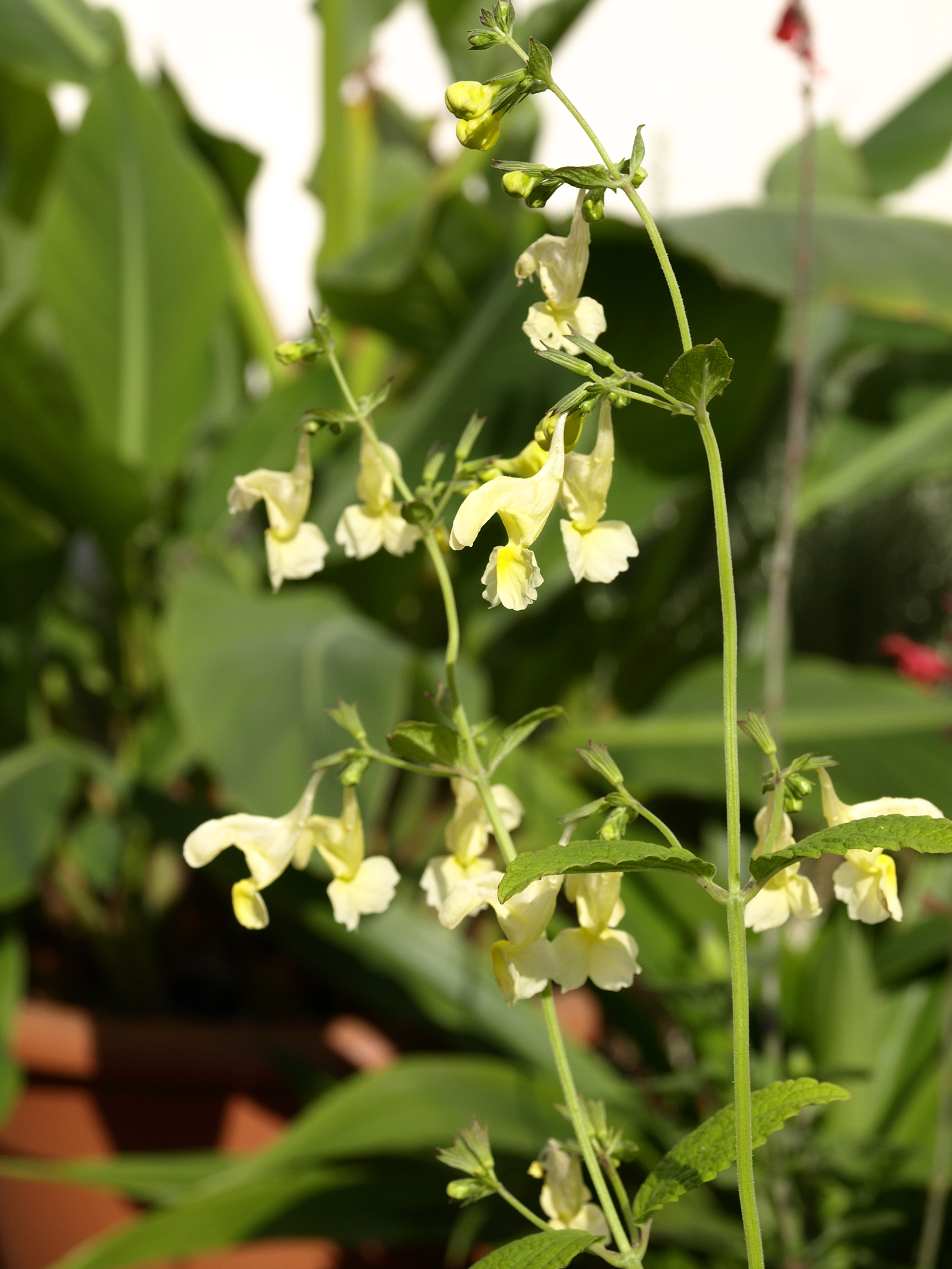
Nepeta govaniana
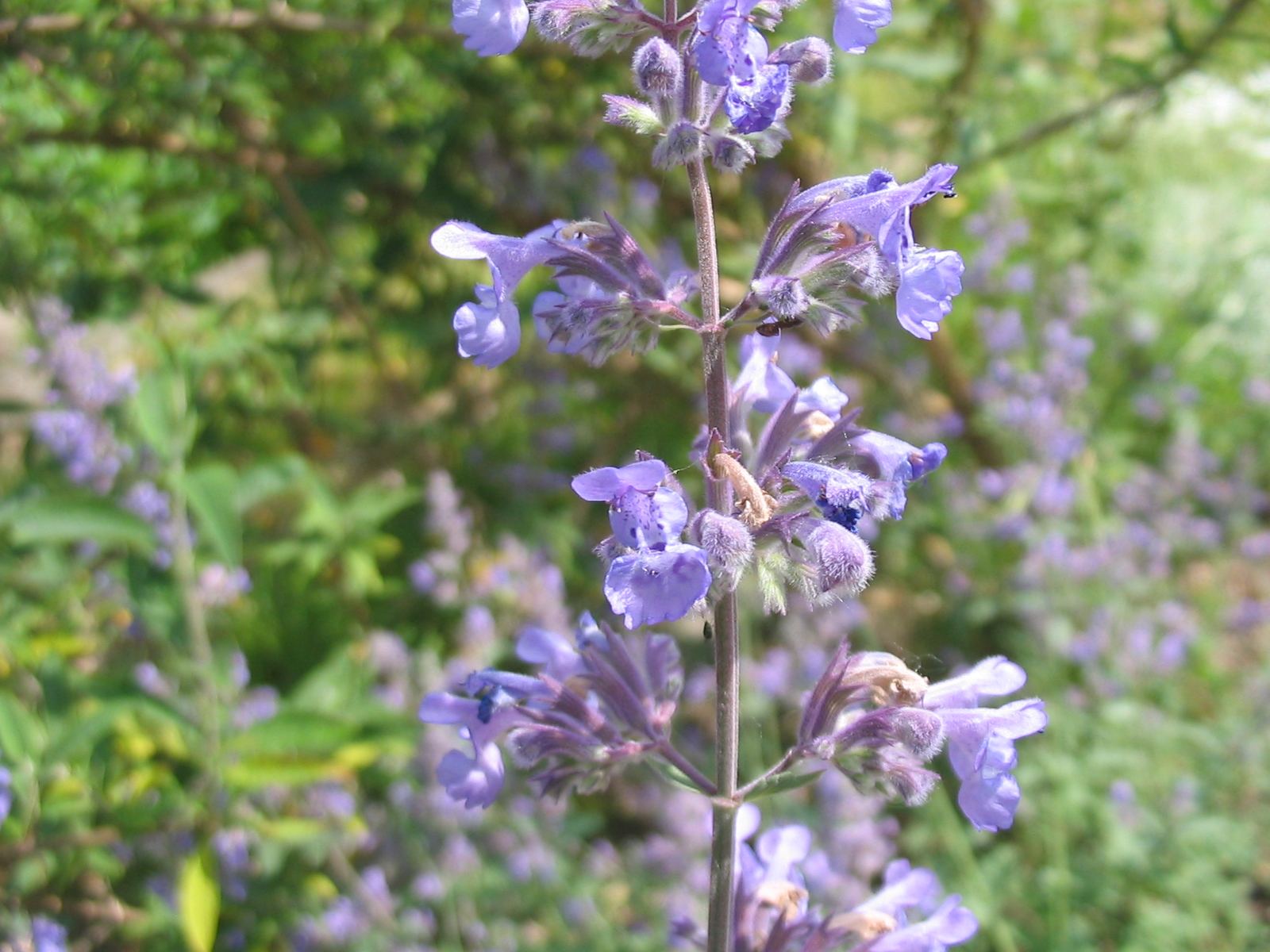
Nepeta grandiflora

## H
- Nepeta heliotropifolia Lam., 1785
- Nepeta hemsleyana Oliv. ex Prain, 1890
- Nepeta henanensis C.S.Zhu, 1992
- Nepeta hindostana (B.Heyne ex Roth) Haines, 1922
- Nepeta hispanica Boiss. & Reut., 1859
- Nepeta hormozganica Jamzad, 2003
- Nepeta humilis Benth., 1848
- Nepeta hymenodonta Boiss., 1879

## I
- Nepeta isaurica Boiss. & Heldr. ex Benth., 1848
- Nepeta ispahanica Boiss., 1844
- Nepeta italica L., 1753

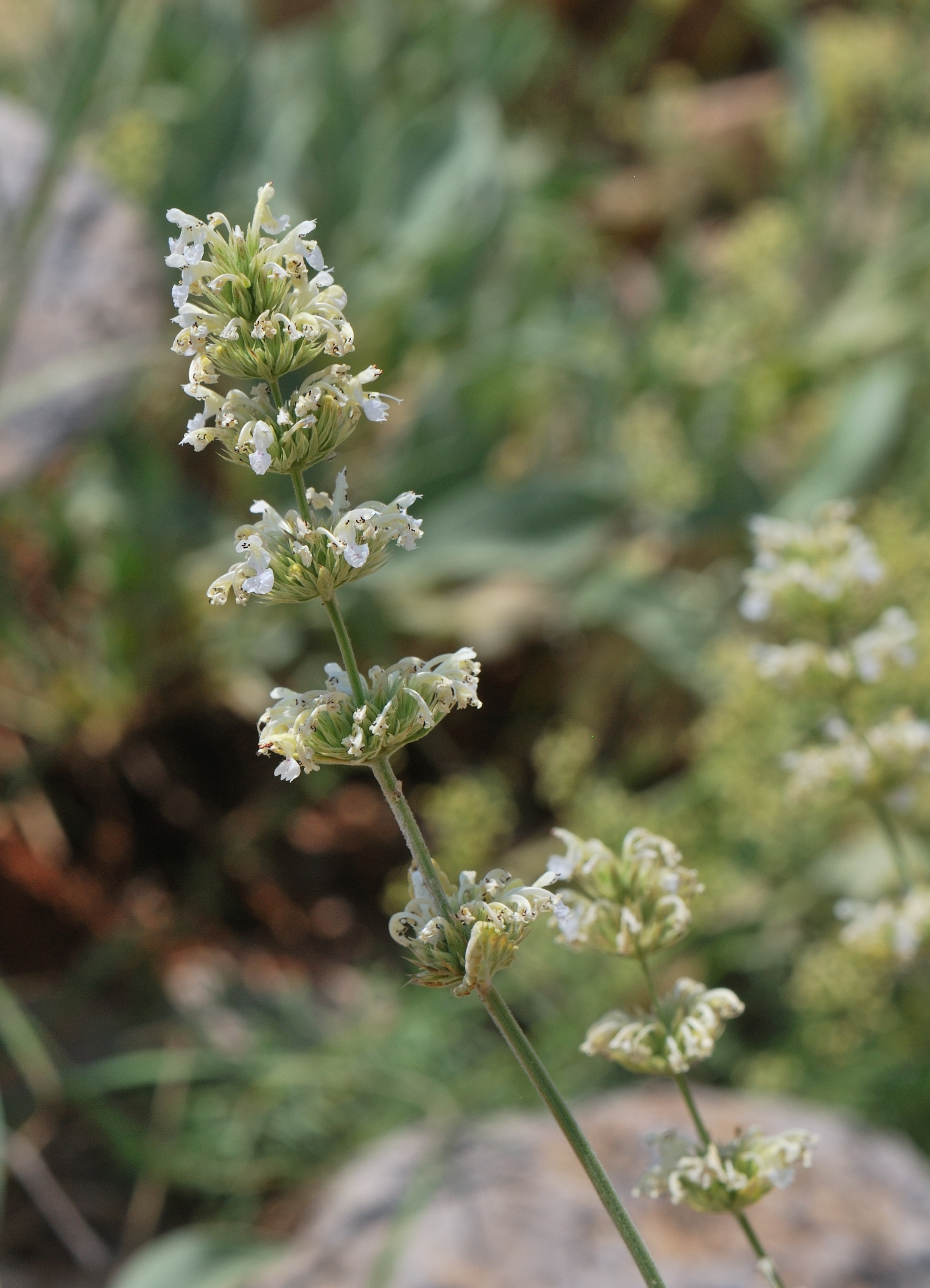
Nepeta italica

## J
- Nepeta jakupicensis Micevski, 2002
- Nepeta jomdaensis H.W.Li, 1985
- Nepeta juncea Benth., 1848

## K
- Nepeta knorringiana Pojark., 1954
- Nepeta koeieana Rech.f., 1945
- Nepeta kokamirica Regel, 1879
- Nepeta kokanica Regel, 1882
- Nepeta komarovii E.A.Busch, 1939
- Nepeta kotschyi Boiss., 1846
- Nepeta kurdica Hausskn. & Bornm., 1899
- Nepeta kurramensis Rech.f., 1982

## L
- Nepeta ladanolens Lipsky, 1904
- Nepeta laevigata (D.Don) Hand.-Mazz., 1936
- Nepeta lagopsis Benth., 1848
- Nepeta lamiifolia Willd., 1809
- Nepeta lamiopsis Benth. ex Hook.f., 1885
- Nepeta lasiocephala Benth., 1848
- Nepeta latifolia DC., 1805
- Nepeta leucolaena Benth. ex Hook.f., 1885
- Nepeta linearis Royle ex Benth., 1833
- Nepeta lipskyi Kudrjasch., 1947
- Nepeta longibracteata Benth., 1835
- Nepeta longiflora Vent., 1802
- Nepeta longituba Pojark., 1953
- Nepeta ludlow-hewittii Blakelock, 1950

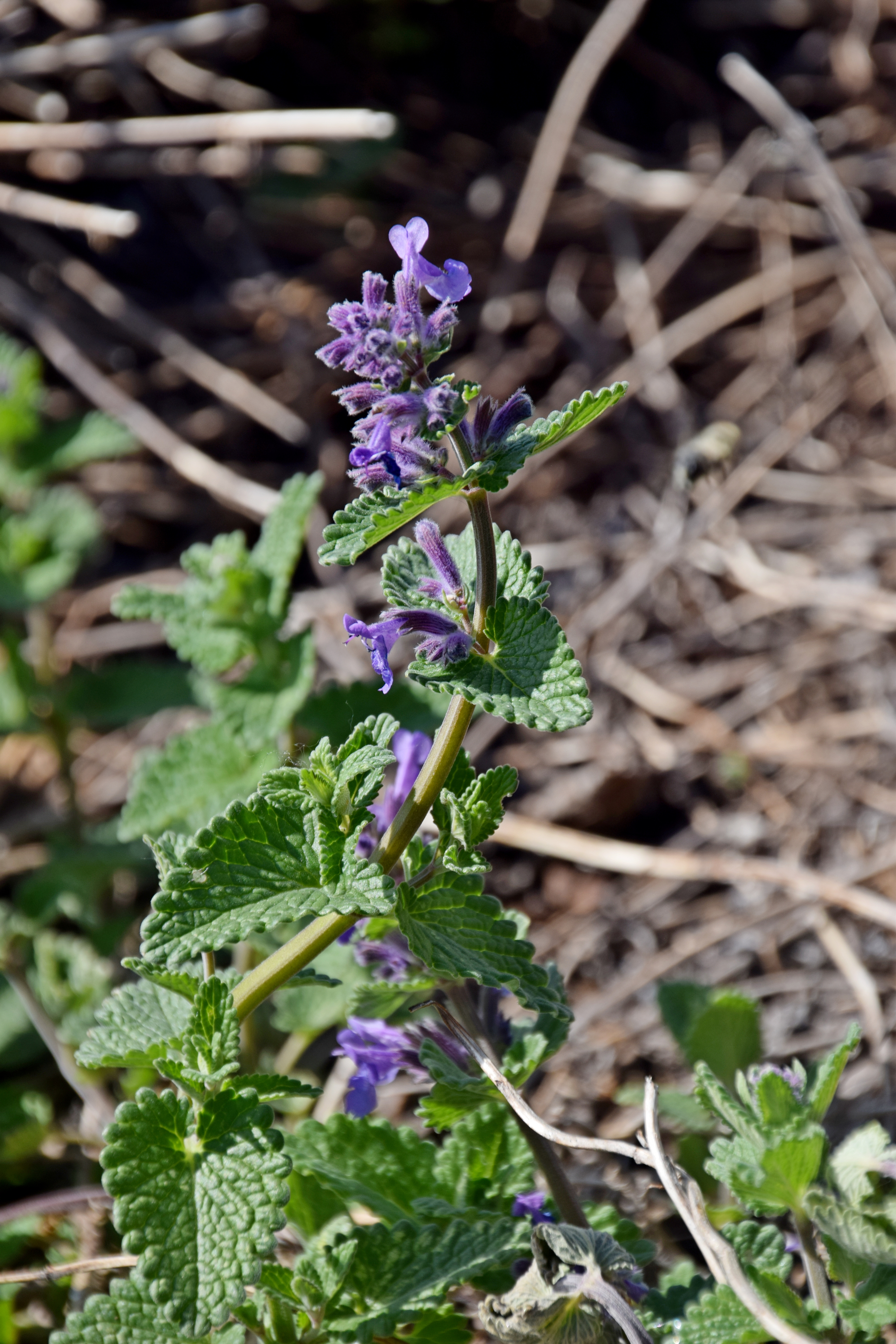
Nepeta latifolia

## M
- Nepeta macrosiphon Boiss., 1846
- Nepeta mahanensis Jamzad & M.Simmonds, 2003
- Nepeta manchuriensis S.Moore, 1880
- Nepeta mariae Regel, 1879
- Nepeta maussarifii Lipsky, 1904
- Nepeta melissifolia Lam., 1785
- Nepeta membranifolia C.Y.Wu, 1977
- Nepeta menthoides Boiss. & Buhse, 1860
- Nepeta meyeri Benth., 1834
- Nepeta micrantha Bunge, 1830
- Nepeta minuticephala Jamzad, 1999
- Nepeta mirzayanii Rech.f. & Esfand., 1952
- Nepeta mollis Benth., 1835
- Nepeta monocephala Rech.f., 1982
- Nepeta monticola Kudr., 1940
- Nepeta multibracteata Desf., 1798
- Nepeta multicaulis Mukerjee, 1940
- Nepeta multifida L., 1753

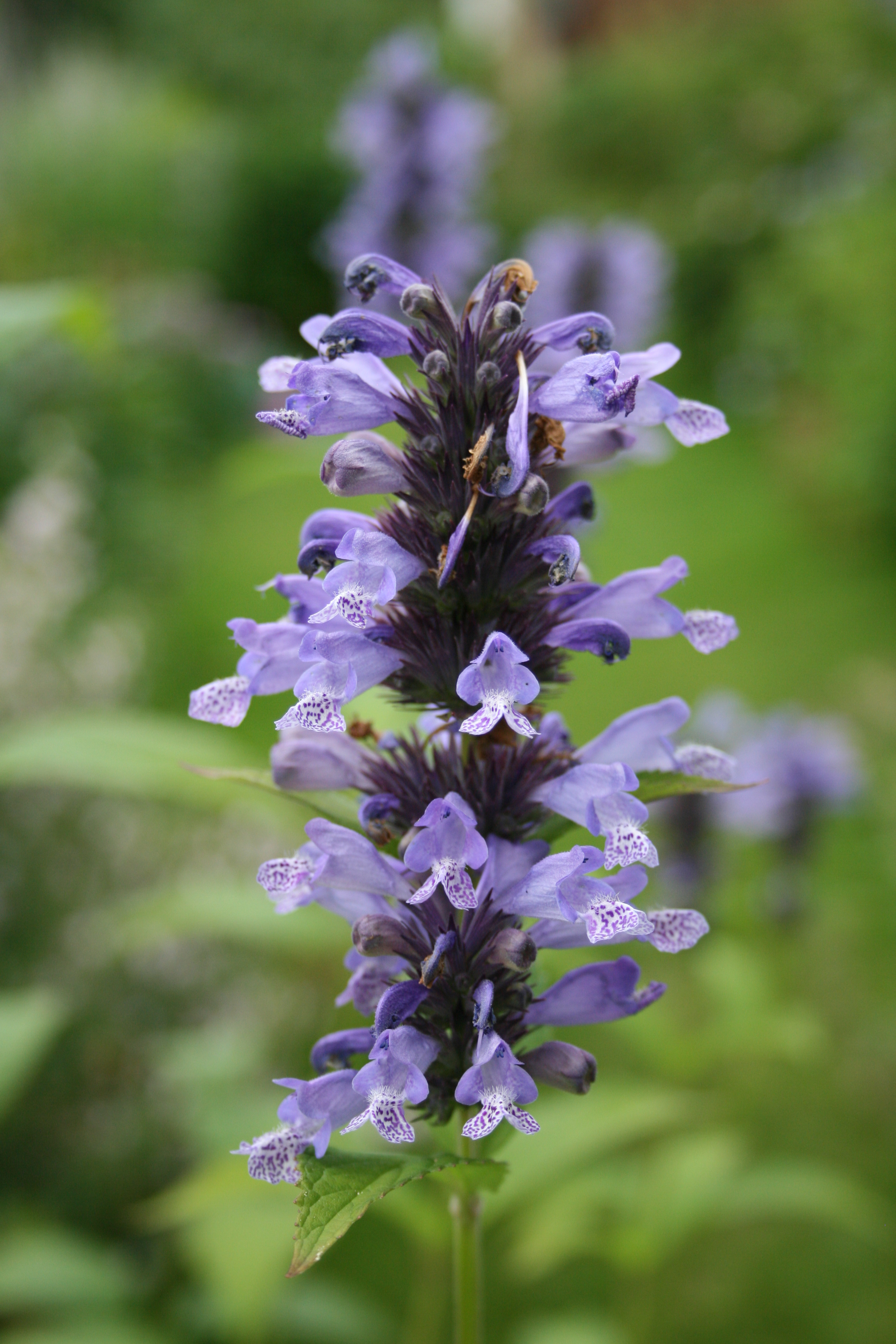
Nepeta manchuriensis

## N
- Nepeta natanzensis Jamzad, 2006
- Nepeta nawarica Rech.f., 1982
- Nepeta nepalensis Spreng., 1825
- Nepeta nepetella L., 1759
- Nepeta nepetellae Forssk., 1775
- Nepeta nepetoides (Batt. ex Pit.) Harley, 2003
- Nepeta nervosa Royle ex Benth., 1833
- Nepeta nuda L., 1753

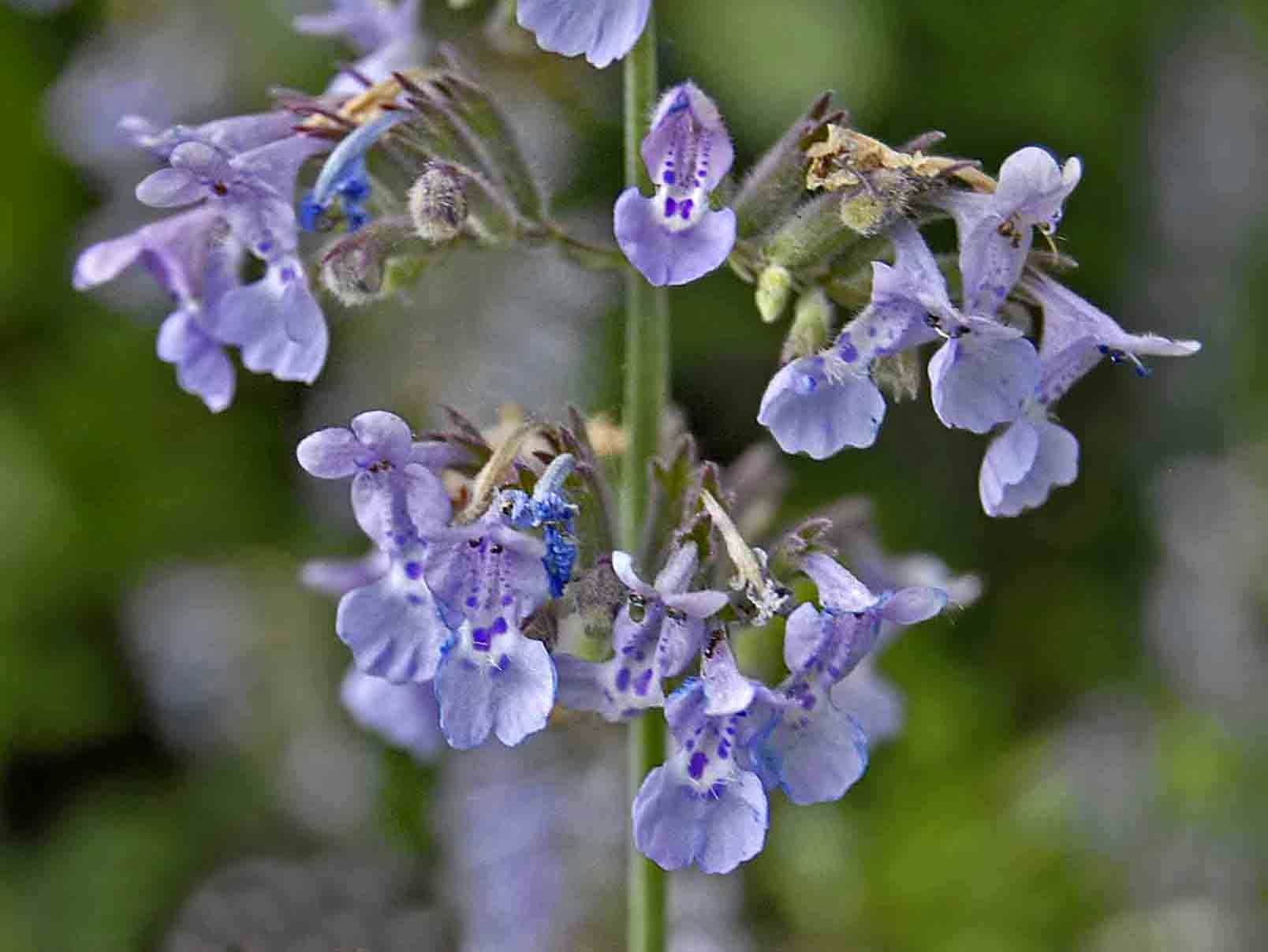
Nepeta nepetella
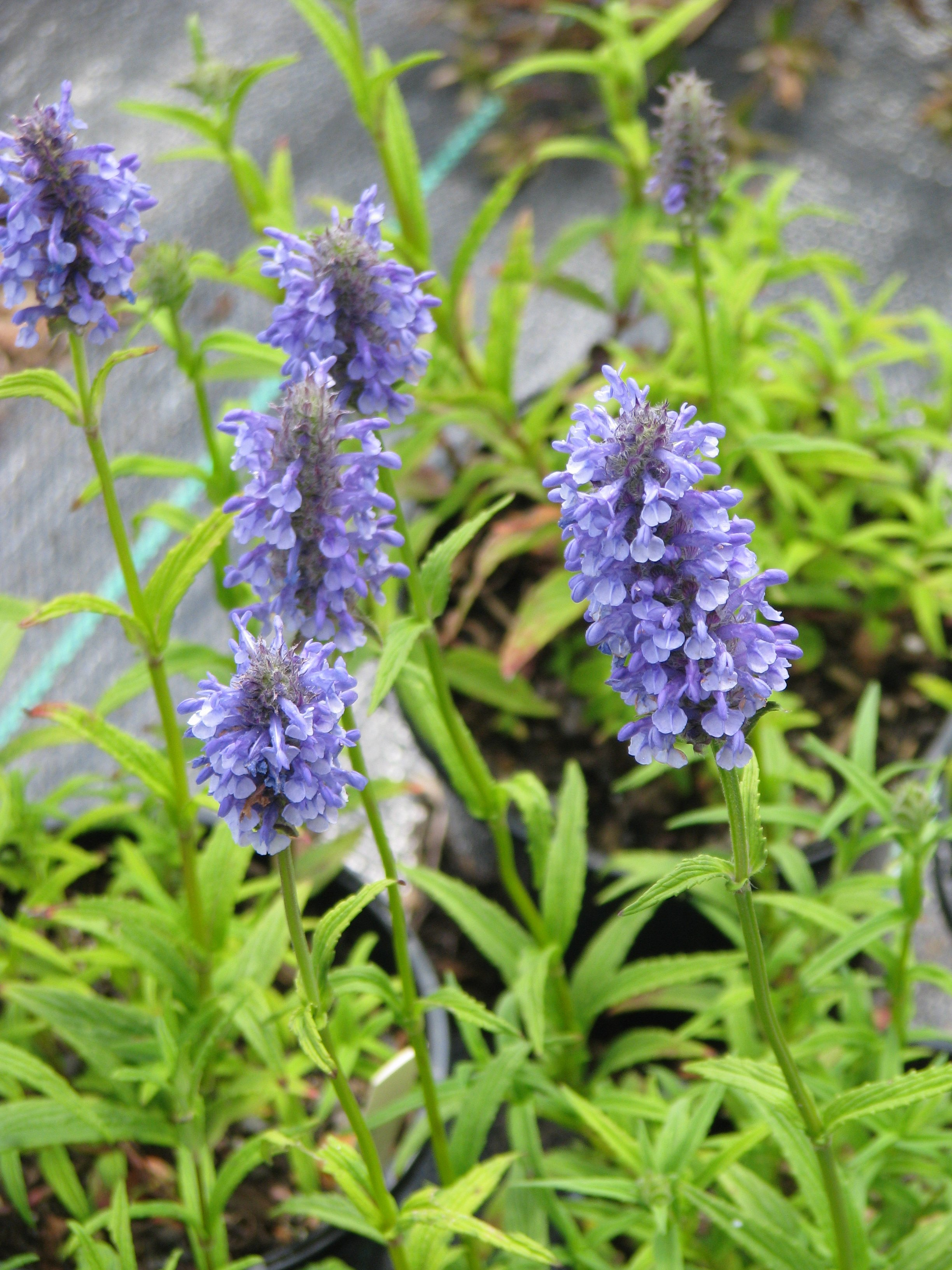
Nepeta nervosa
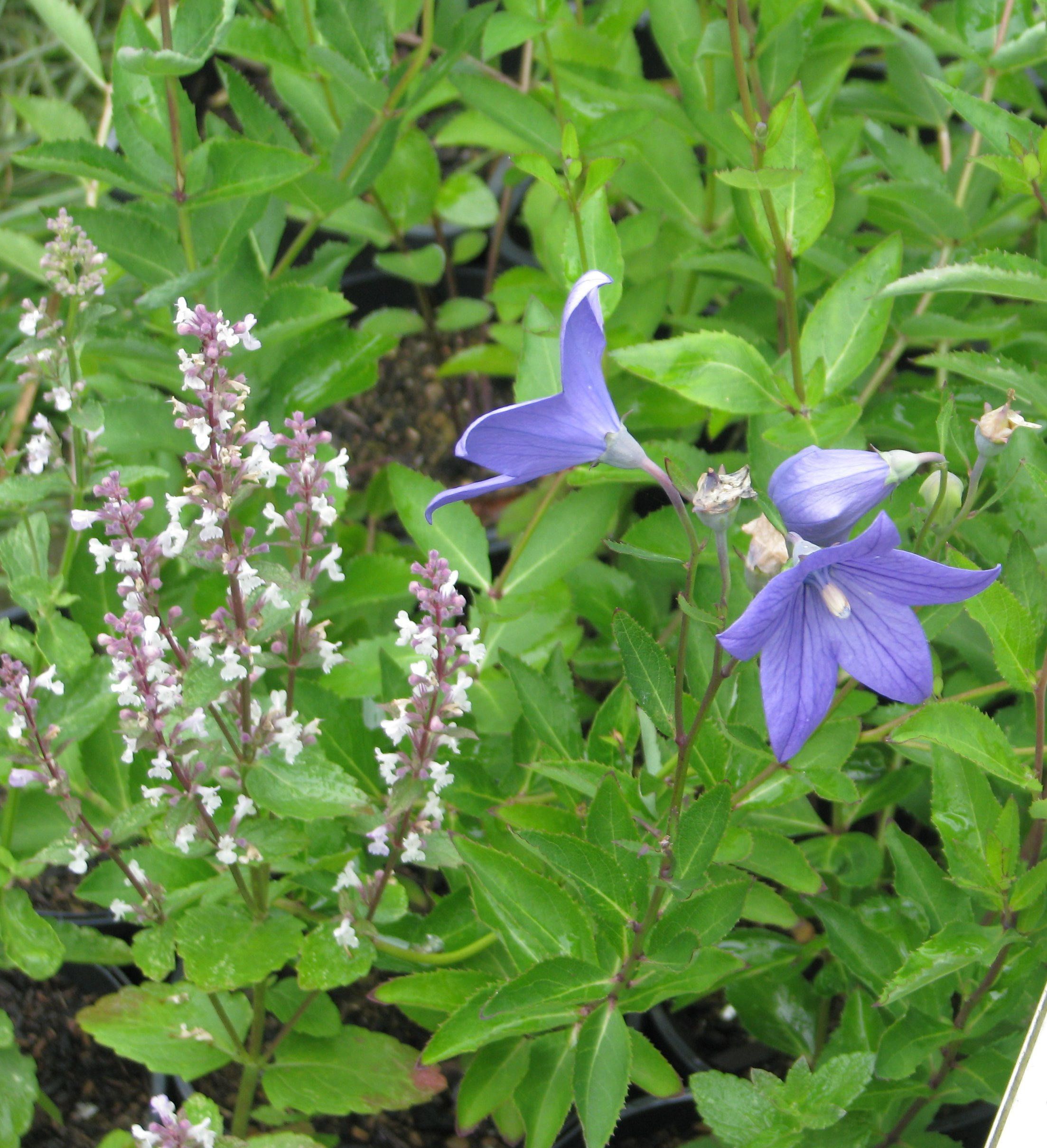
Nepeta nuda

## O
- Nepeta obtusicrena Boiss. & Kotschy ex Hedge, 1962
- Nepeta odorifera Lipsky, 1904
- Nepeta olgae Regel, 1882
- Nepeta orphanidea Boiss., 1859

## P
- Nepeta pabotii Mouterde, 1973
- Nepeta paktiana Rech.f., 1982
- Nepeta pamirensis Franch., 1896
- Nepeta parnassica Heldr. & Sart., 1859
- Nepeta paucifolia Mukerjee, 1940
- Nepeta persica Boiss., 1853
- Nepeta petraea Benth., 1848
- Nepeta phyllochlamys P.H.Davis, 1951
- Nepeta pilinux P.H.Davis, 1949
- Nepeta podlechii Rech.f., 1979
- Nepeta podostachys Benth., 1848
- Nepeta pogonosperma Jamzad & Assadi, 1984
- Nepeta polyodonta Rech.f., 1979
- Nepeta praetervisa Rech.f., 1979
- Nepeta prattii H.Lév., 1911
- Nepeta prostrata Benth., 1848
- Nepeta pseudokokanica Pojark., 1953
- Nepeta pubescens Benth., 1848
- Nepeta pungens (Bunge) Benth., 1834

## R
- Nepeta racemosa Lam., 1785
- Nepeta raphanorhiza Benth., 1835
- Nepeta rechingeri Hedge, 1968
- Nepeta rivularis Bornm., 1899
- Nepeta roopiana Bordz., 1915
- Nepeta rtanjensis Diklic & Milojevic, 1976
- Nepeta rubella A.L.Budantzev, 1993
- Nepeta rugosa Benth., 1848

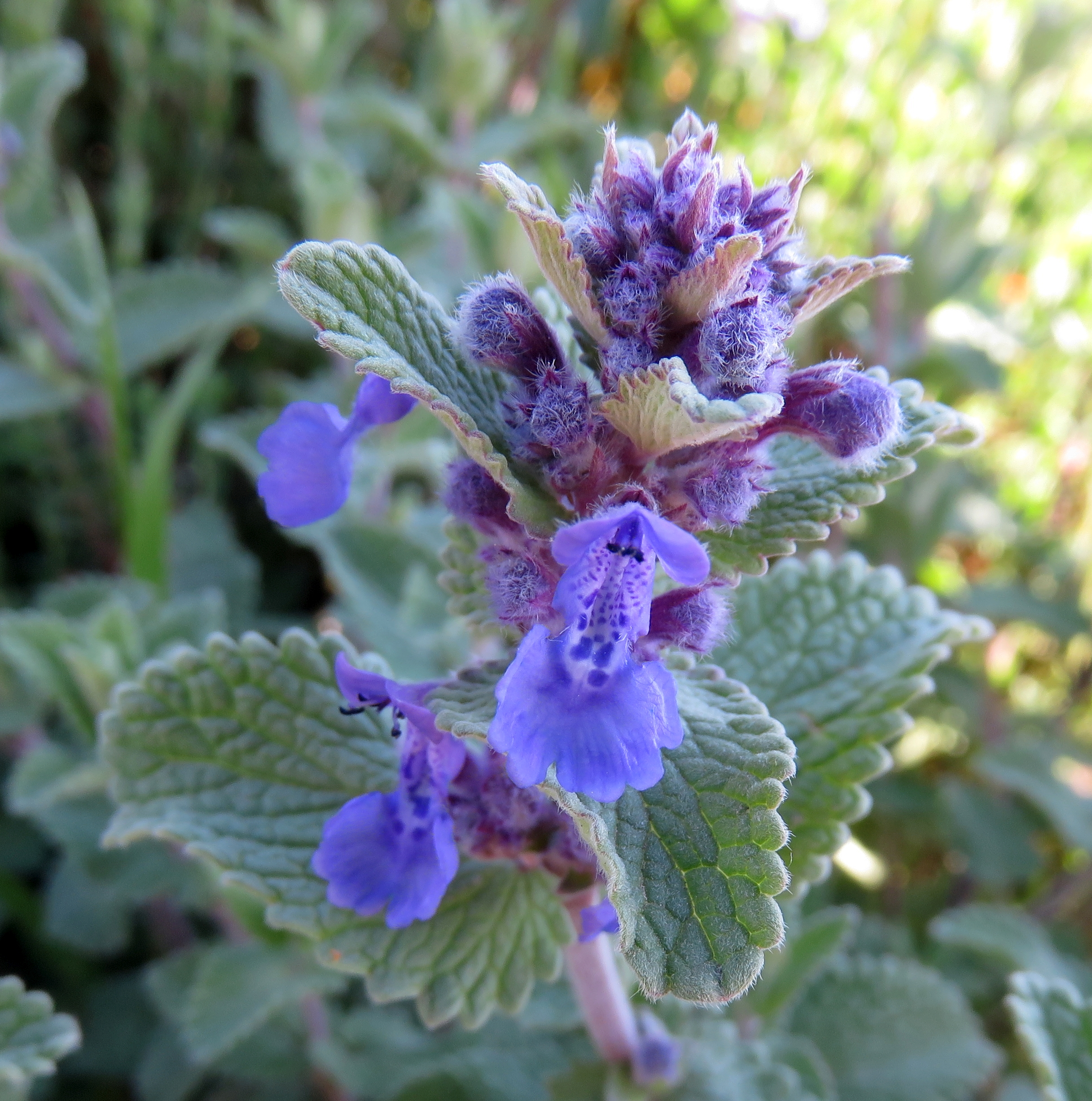
Nepeta racemosa

## S
- Nepeta saccharata Bunge, 1873
- Nepeta santoana Popov, 1922
- Nepeta saturejoides Boiss., 1844
- Nepeta schiraziana Boiss., 1846
- Nepeta schmidii Rech.f., 1982
- Nepeta schugnanica Lipsky, 1904
- Nepeta scordotis L., 1756
- Nepeta septemcrenata Ehrenb. ex Benth., 1834
- Nepeta sessilis C.Y.Wu & S.J.Hsuan, 1977
- Nepeta shahmirzadensis Assadi & Jamzad, 1984
- Nepeta sheilae Hedge & R.A.King, 1982
- Nepeta sibirica L., 1753
- Nepeta sorgerae Hedge & Lamond, 1980
- Nepeta sosnovskyi Askerova, 1954
- Nepeta souliei H.Lév., 1911
- Nepeta spathulifera Benth., 1848
- Nepeta sphaciotica P.H.Davis, 1953
- Nepeta spruneri Boiss., 1859
- Nepeta stachyoides Coss. ex Batt., 1919
- Nepeta staintonii Hedge, 1966
- Nepeta stenantha Kotschy & Boiss., 1879
- Nepeta stewartiana Diels, 1912
- Nepeta straussii Hausskn. & Bornm., 1907
- Nepeta stricta (Banks & Sol.) Hedge & Lamond, 1980
- Nepeta suavis Stapf, 1896
- Nepeta subcaespitosa Jehan, 1996
- Nepeta subhastata Regel, 1882
- Nepeta subincisa Benth., 1848
- Nepeta subintegra Maxim., 1887
- Nepeta subsessilis Maxim., 1875
- Nepeta sudanica F.W.Andrews, 1953
- Nepeta sulfuriflora P.H.Davis, 1951
- Nepeta sulphurea C. Koch, 1849
- Nepeta sungpanensis C.Y.Wu, 1977
- Nepeta supina Steven, 1812

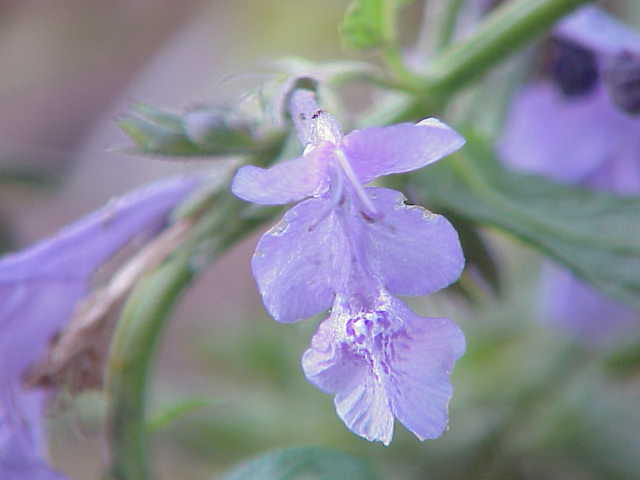
Nepeta sibirica
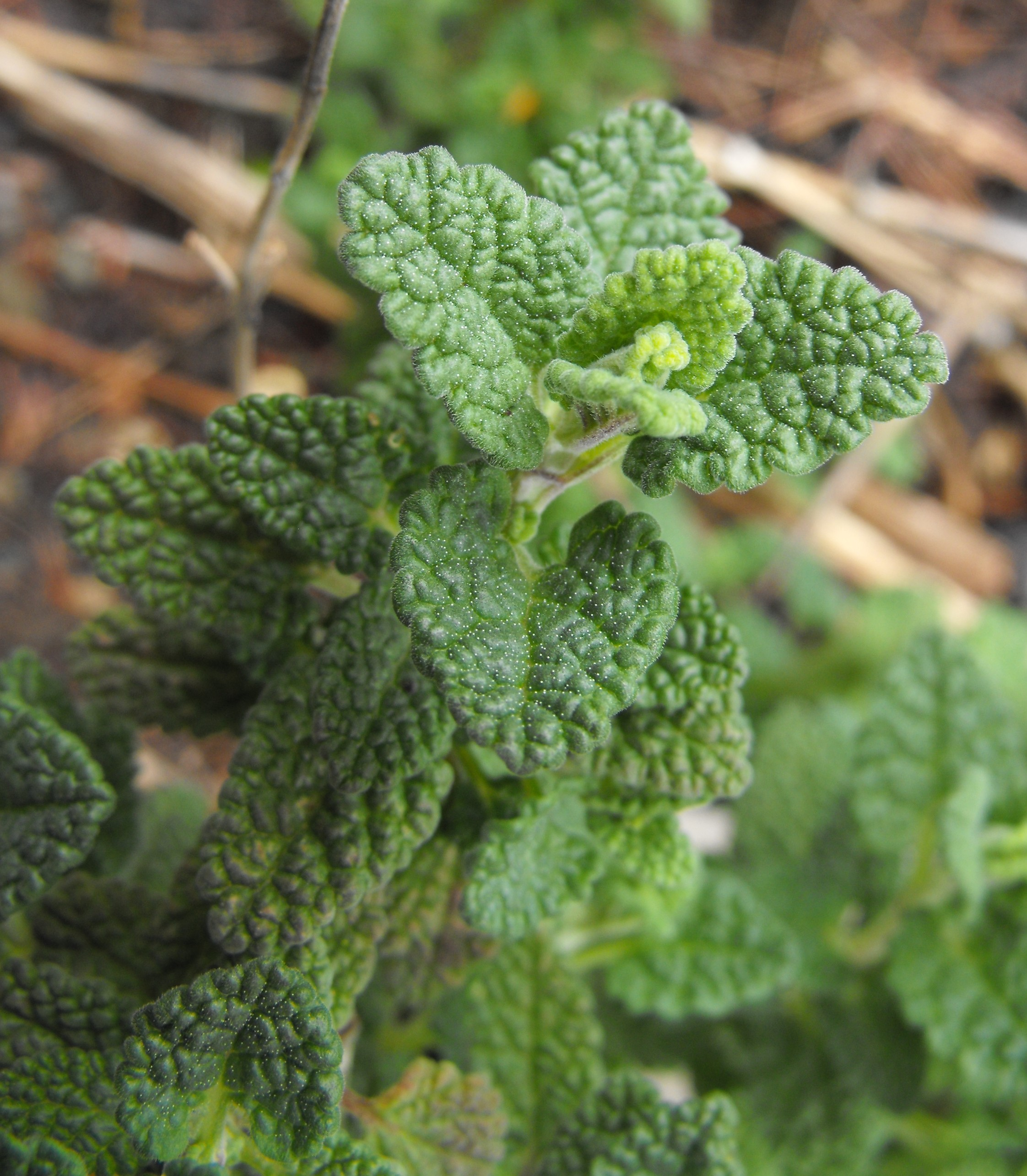
Nepeta stewartiana
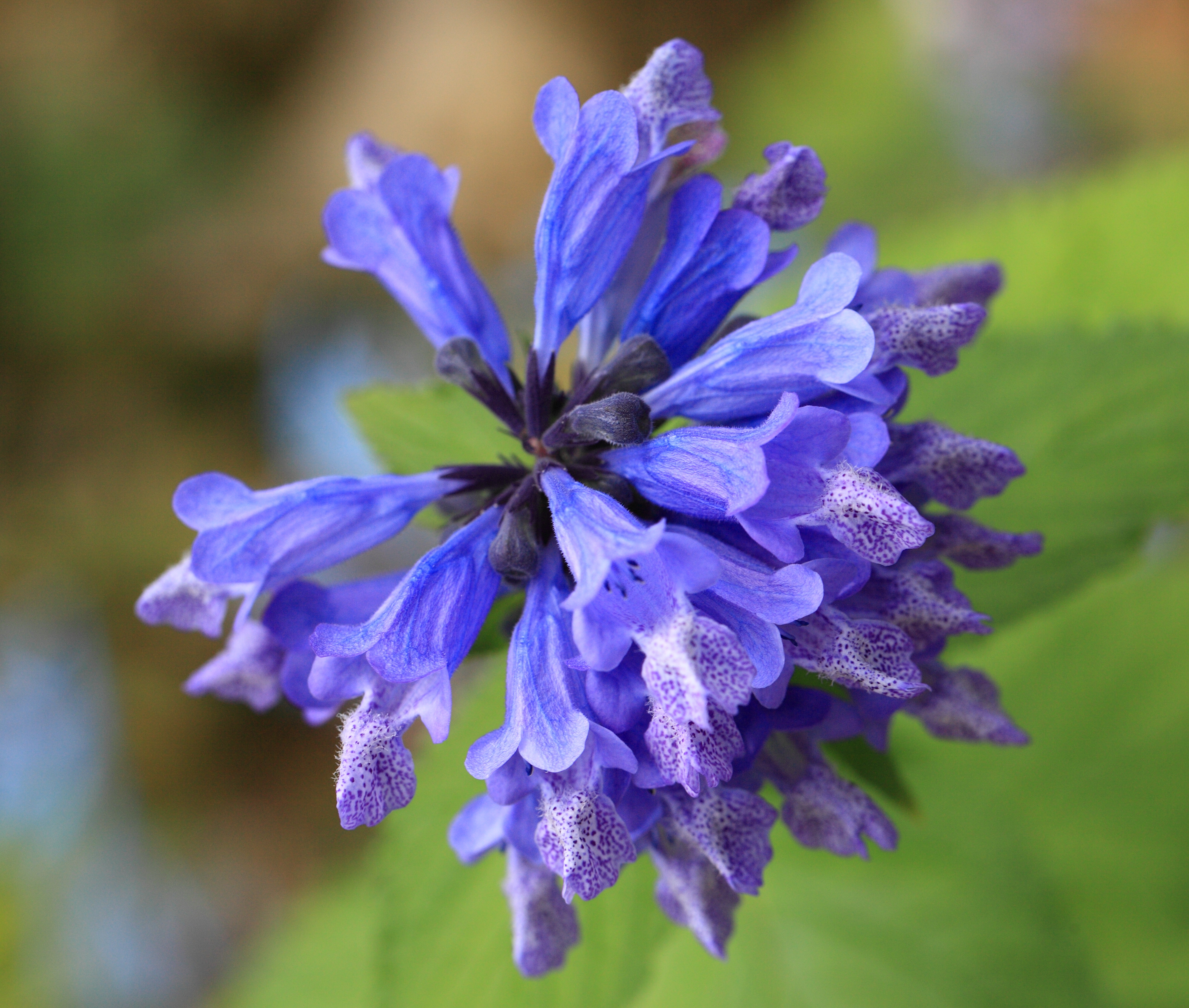
Nepeta subsessilis

## T
- Nepeta taxkorganica Y.F.Chang, 1983
- Nepeta tenuiflora Diels, 1912
- Nepeta teucriifolia Willd., 1809
- Nepeta teydea Webb & Berthel., 1845
- Nepeta tibestica Maire, 1943
- Nepeta trachonitica Post, 1888
- Nepeta transiliensis Pojark., 1953
- Nepeta trautvetteri Boiss. & Buhse, 1860
- Nepeta trichocalyx Greuter & Burdet, 1985
- Nepeta tuberosa L., 1753
- Nepeta tytthantha Pojark., 1953

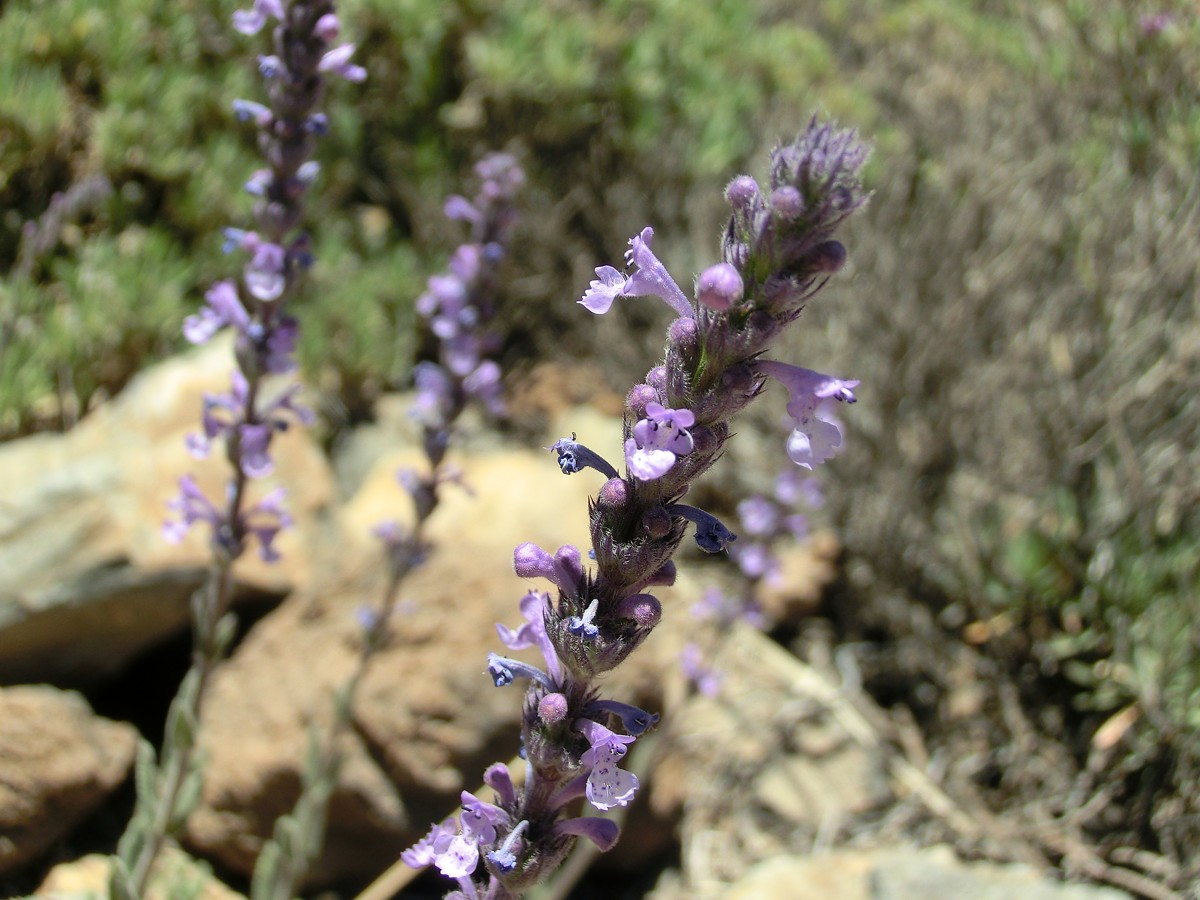
Nepeta teydea
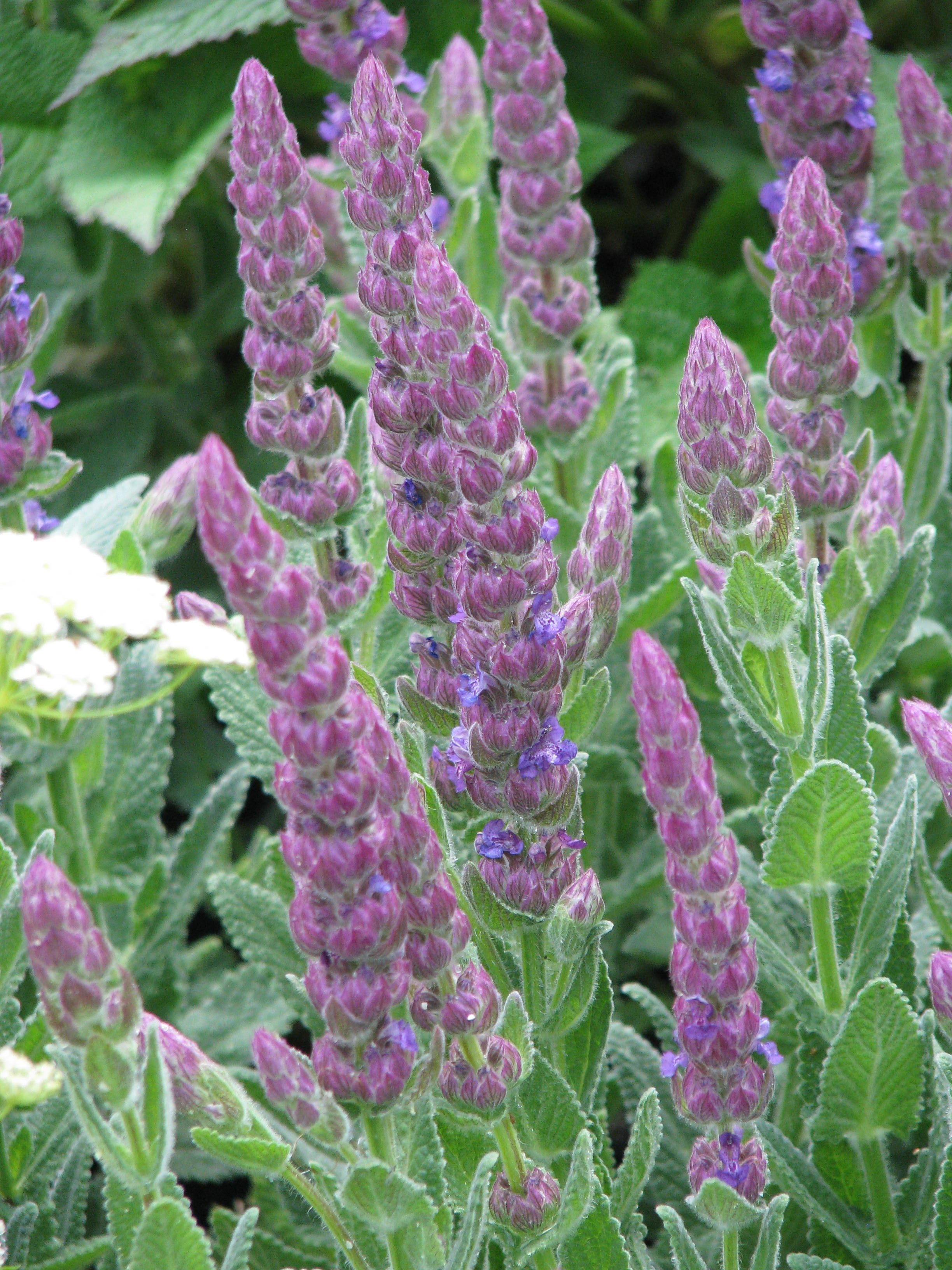
Nepeta tuberosa

## U
- Nepeta uberrima Rech.f., 1979
- Nepeta ucranica L., 1753

## V
- Nepeta veitchii Duthie, 1906
- Nepeta velutina Pojark., 1953
- Nepeta viscida Boiss., 1844
- Nepeta vivianii (Coss.) Bég. & Vacc., 1913

## W
- Nepeta wettsteinii Heinr.Braun, 1889
- Nepeta wilsonii Duthie, 1906
- Nepeta woodiana Hedge, 1982

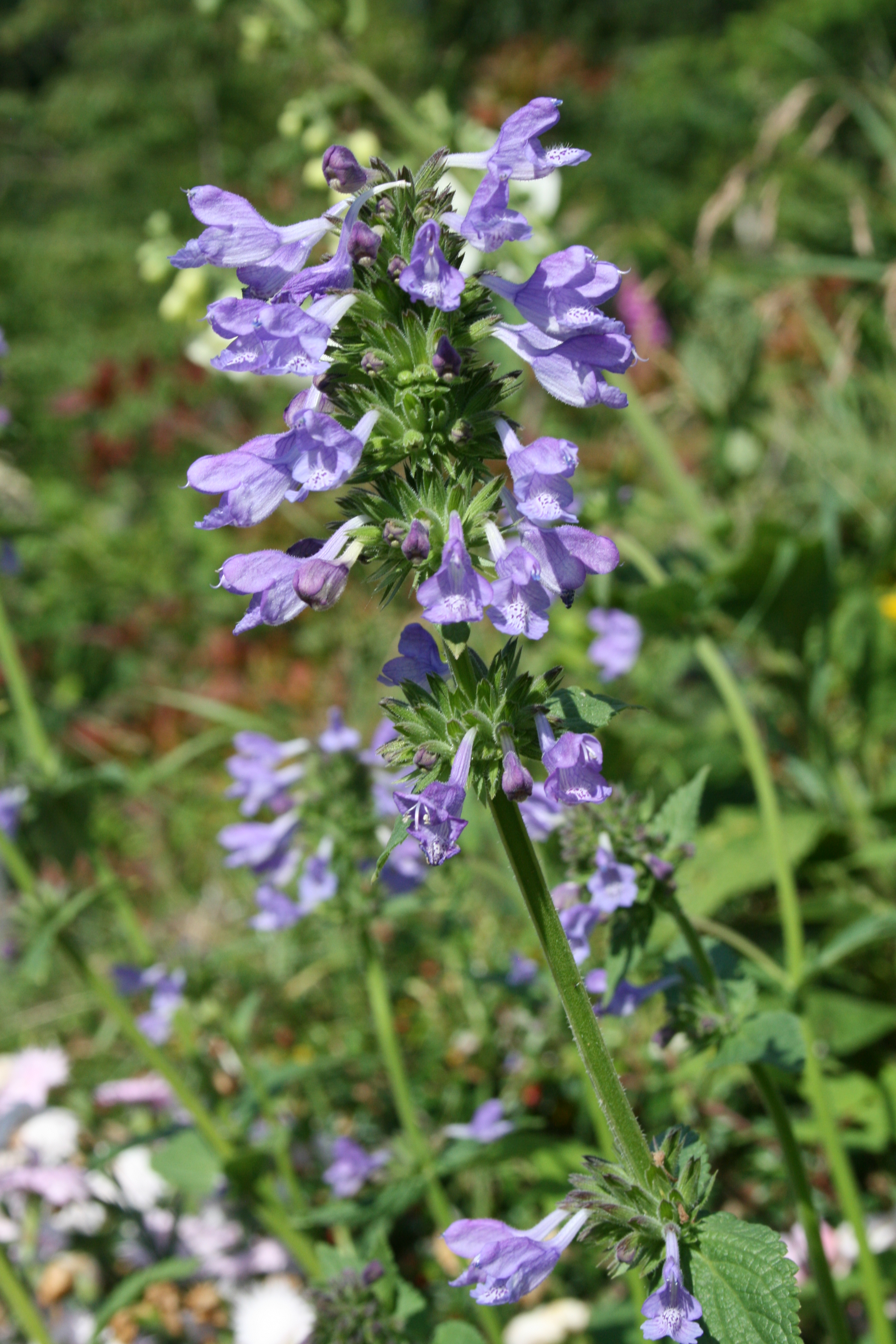
Nepeta wilsonii

## Y
- Nepeta yanthina Franch., 1897
- Nepeta yesoensis (Franch. & Sav.) B.D.Jacks., 1894

## Z
- Nepeta zandaensis H.W.Li, 1985
- Nepeta zangezura Grossh., 1927